# Bazylika św. Cyriaka w Duderstadt
Bazylika św. Cyriaka (niem. Basilika St. Cyriakus) – gotycka, rzymskokatolicka świątynia parafialna znajdująca się w niemieckim mieście Duderstadt. Nosi tytuł Propsteikirche oraz godność bazyliki mniejszej.

## Historia
Badania archeologiczne potwierdzają, iż przed wzniesieniem dzisiejszej świątyni istniał tu kościół romański. W 1240 roku do romańskiej nawy dobudowano fasadę i północną z wież. W 1394 rozpoczęto prace nad trójnawowym prezbiterium, a w 1490 zakończono budowę sklepień korpusu nawowego wg projektu Heinricha Hellmolda. W okresie reformacji świątynia przeszła w ręce protestantów, od 1651, wskutek postanowień pokoju westfalskiego, ponownie służy katolikom.
W 1852 dach i wieża zostały zniszczone przez pożar. Podczas odbudowy architekt Conrad Wilhelm Haase podjął decyzję o dokończeniu budowy południowej wieży, a 1861 w ludwisarni Jauck w Lipsku odlano nowe dzwony. W 1894 papież Leon XIII nadał świątyni tytuł Propsteikirche. 17 czerwca 2015 papież Franciszek wyniósł ją do godności bazyliki mniejszej, a 3 października 2015 bp Norbert Trelle poświęcił upamiętniającą ten fakt tablicę. W 2016 roku wyremontowano wnętrze kościoła.

## Architektura i wyposażenie
Świątynia gotycka, trójnawowa, o układzie halowym. Prezbiterium jest zakończone trzema absydami. Dwie wieże mają wysokość 65 m. Nawę główną przykrywa sklepienie sieciowe z 52 zwornikami. Wnętrze zdobią:
- romański relikwiarz Krzyża Świętego z ok. 1000 roku, sprowadzony tu w 1675 roku,
- ołtarz szafiasty z ok. 1500 roku, ze scenami z życia Chrystusa i Maryi,
- przedstawienie Rodziny Marii z XVI wieku,
- późnogotycka, kamienna ambona,
- barokowa chrzcielnica z 1694,
- organy z warsztatu Johannesa Creutzburga z lat 1733–1735, odrestaurowane w 2006[2][5].

Kościół posiada łącznie brązowych 7 dzwonów. Dane instrumentów:
| Wieża      | Imię             | Waga    | Średnica | Ton | Rok odlania | Ludwisarnia            |
| ---------- | ---------------- | ------- | -------- | --- | ----------- | ---------------------- |
| Sygnaturka | Evangelienglocke | 140 kg  | 58,9 cm  | f"  | 1922        | Otto, Brema-Hemelingen |
| Południowa | Franciscusglocke | 700 kg  | 104,0 cm | as' | 1951        | Otto, Brema-Hemelingen |
| Południowa | Josephsglocke    | 800 kg  | 110,6 cm | g'  | 1951        | Otto, Brema-Hemelingen |
| Południowa | Cäcilienglocke   | 1150 kg | 123,8 cm | f'  | 1951        | Otto, Brema-Hemelingen |
| Północna   | Marienglocke     | 1650 kg | 139,1 cm | es' | 1951        | Otto, Brema-Hemelingen |
| Północna   | Dominica         | 2900 kg | 167,0 cm | c'  | 2011        | Bachert, Karlsruhe     |
| Południowa | Gloriosa         | 5686 kg | 209,0 cm | as0 | 2011        | Bachert, Karlsruhe     |

## Galeria

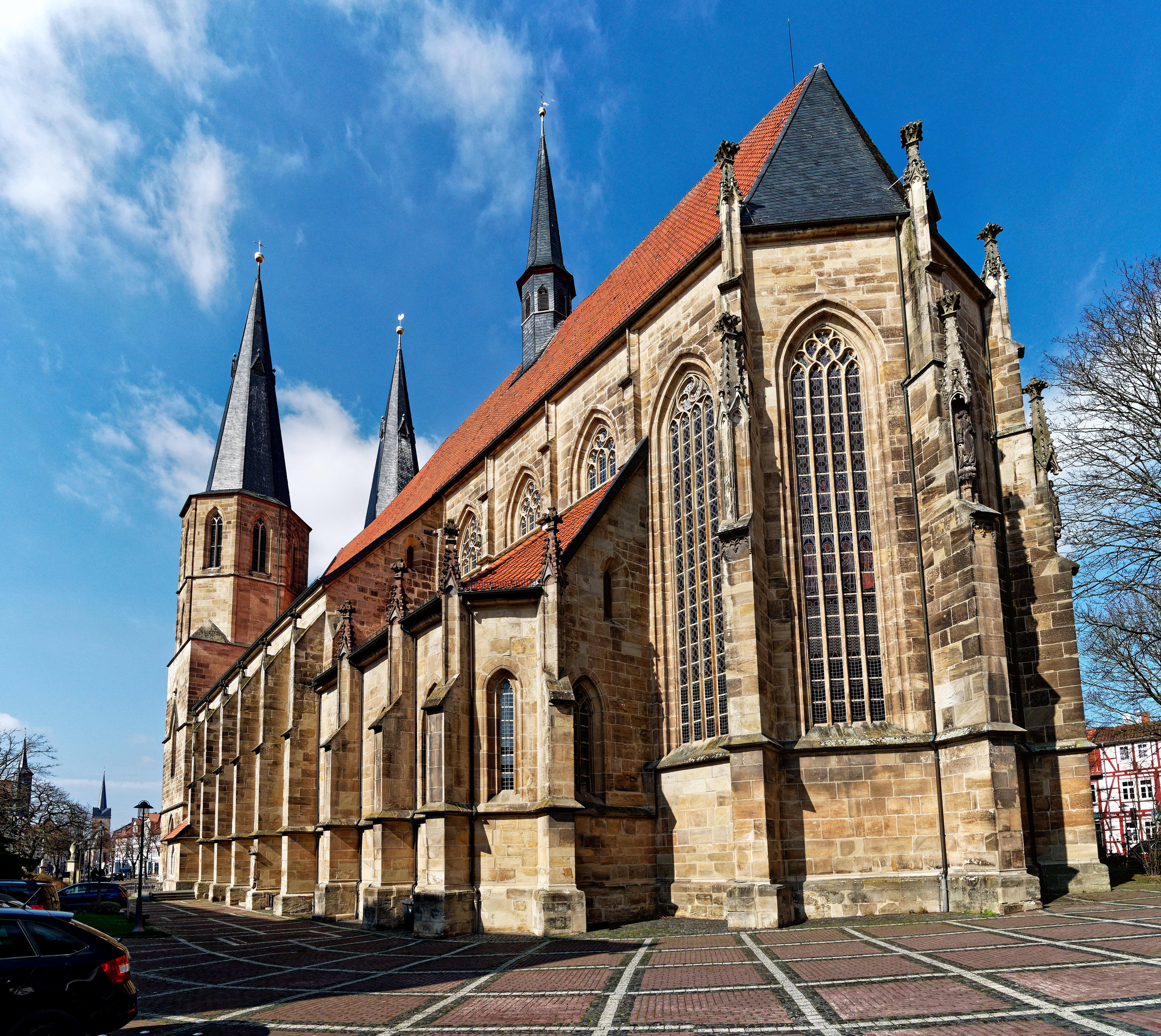
Widok z południowego wschodu
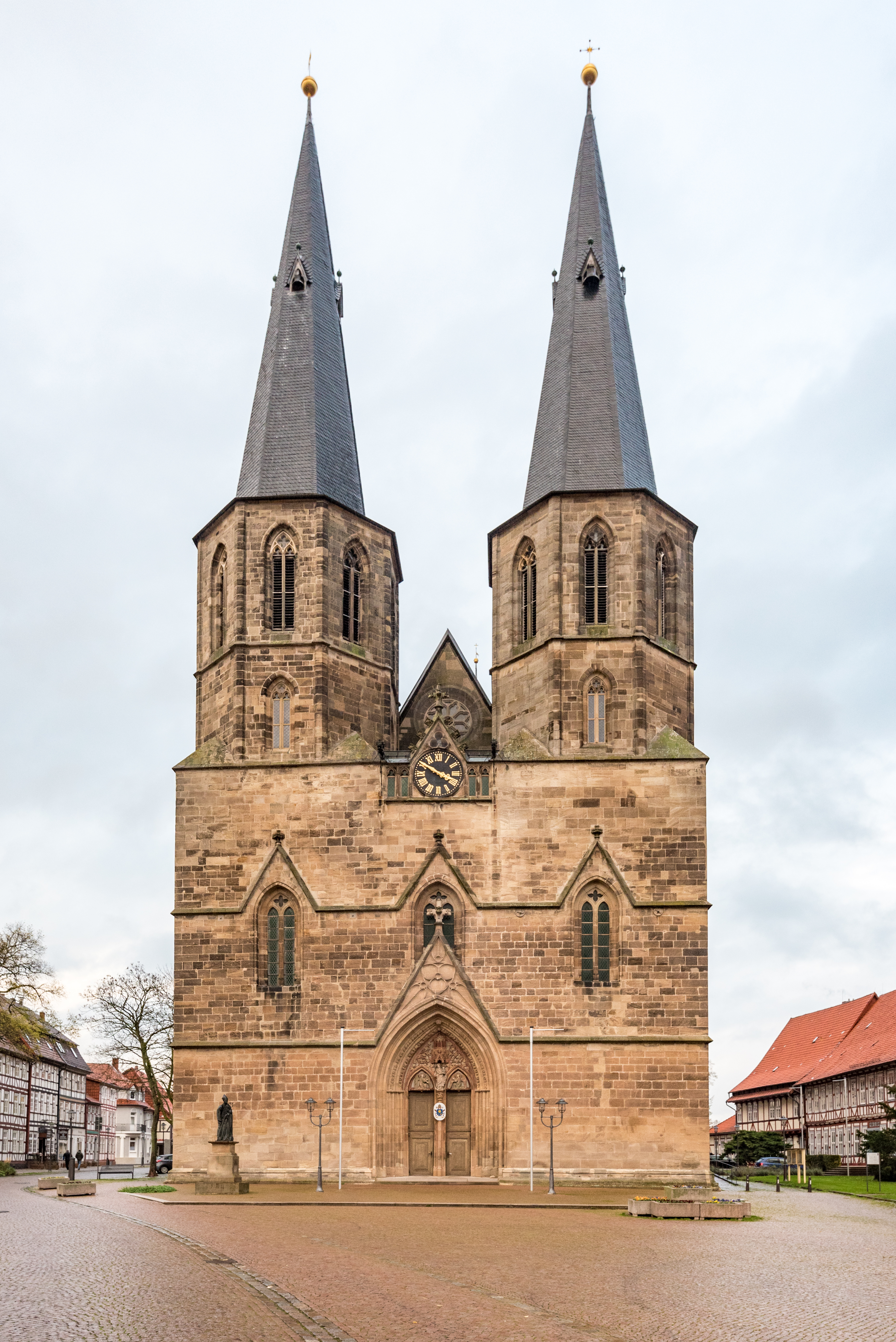
Fasada
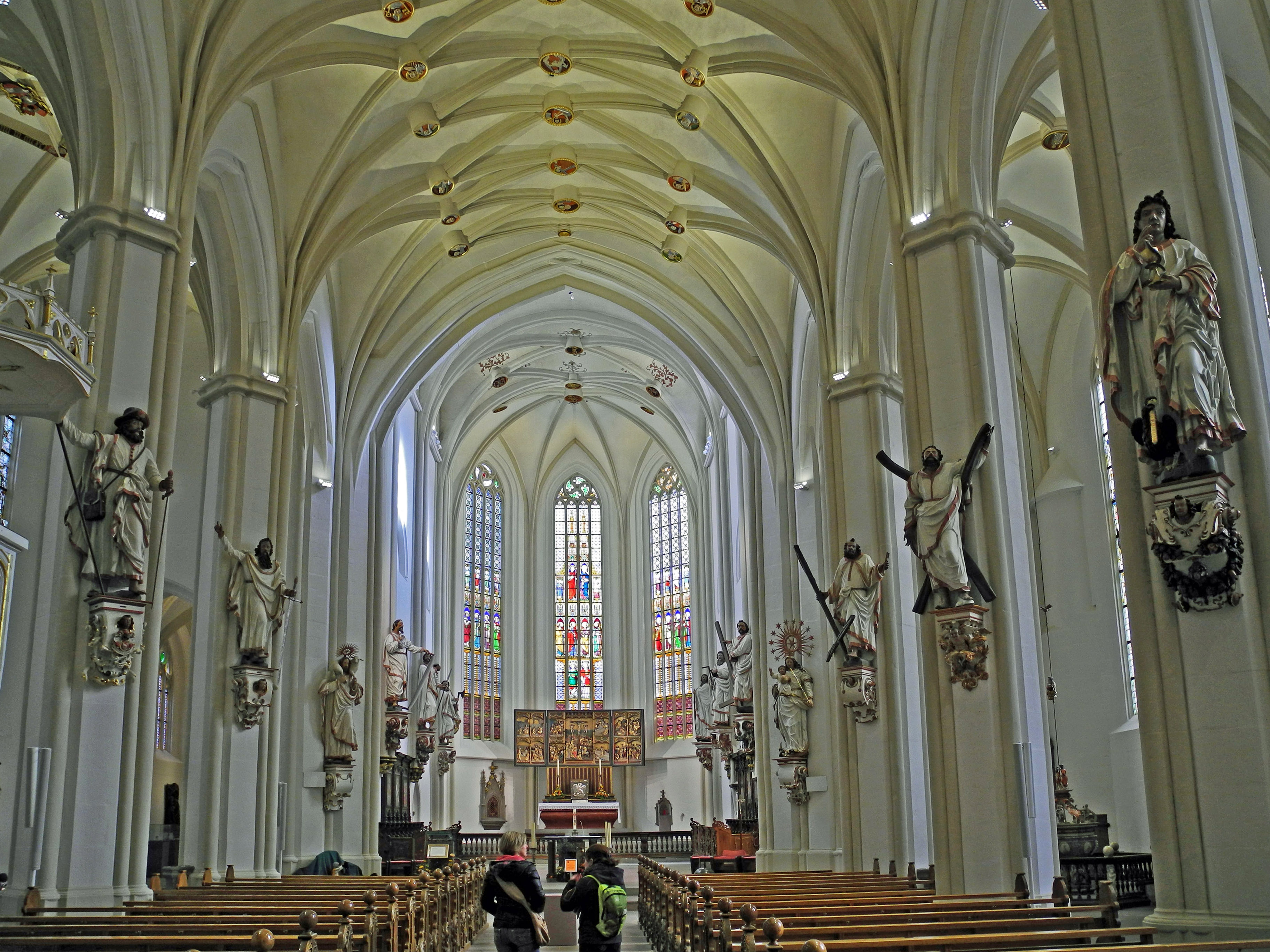
Wnętrze
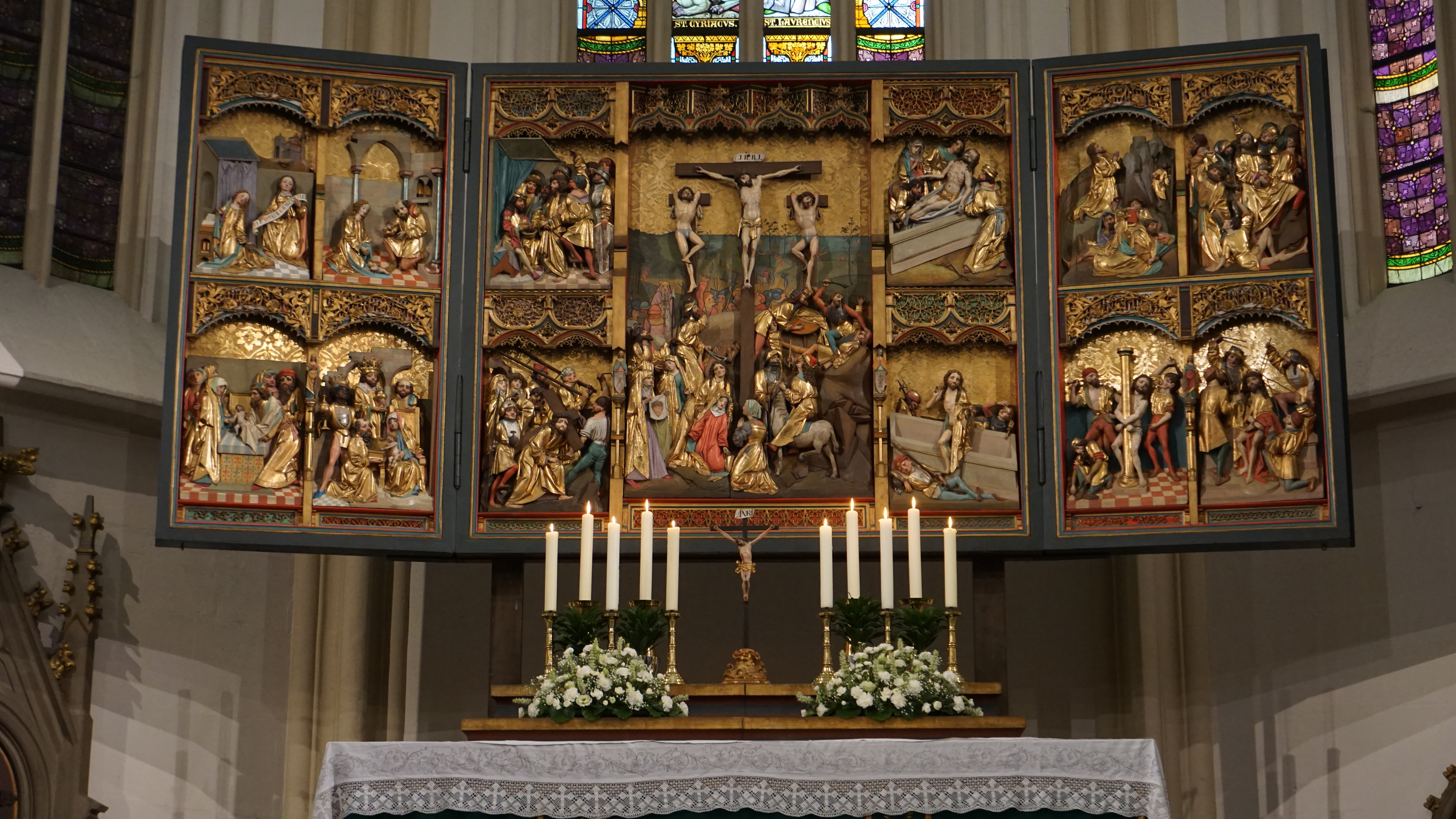
Ołtarz szafiasty
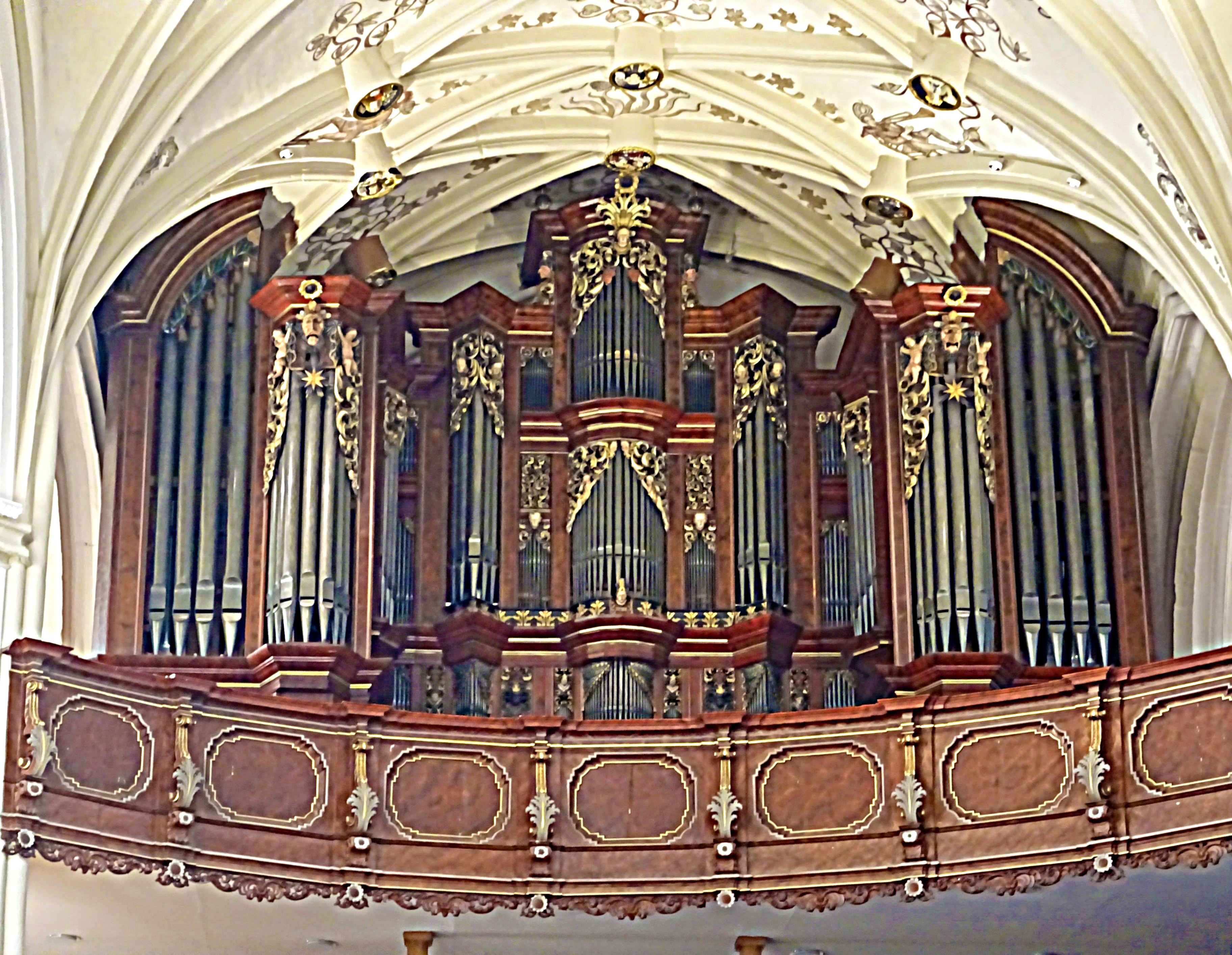
Organy
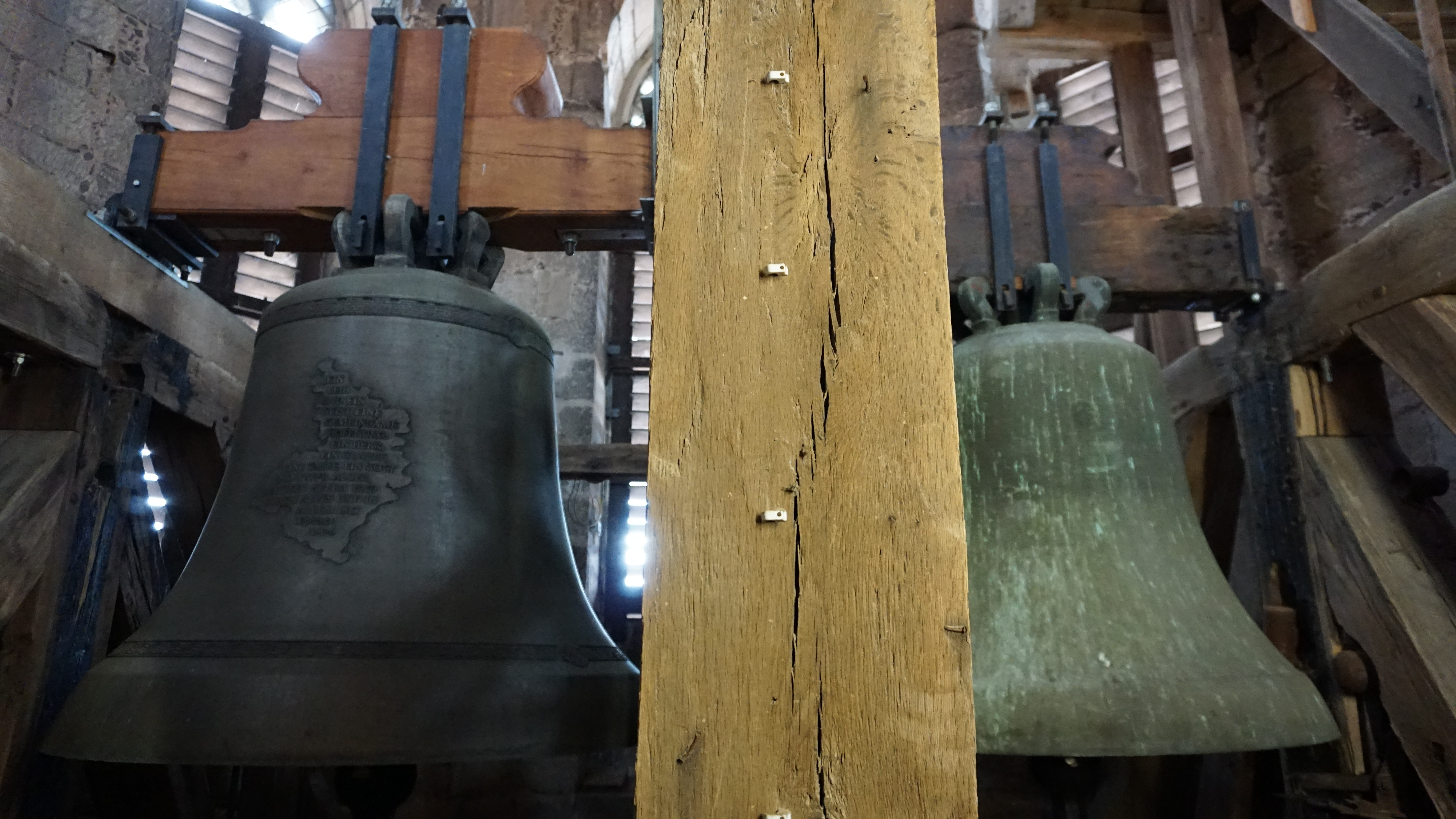
Dominica i Marienglocke